# Heerlen
Heerlen (holland kiejtés: [ˈɦeːrlə(n)]; limburgi: Heële [ˈɦeə˦lə]) város Limburg tartomány délkeleti részén. A település a Parkstad Limburg városi régió része, amely nyolc községet foglal magában, és mintegy 250 000 lakosnak ad otthont. Heerlen a tartomány harmadik legnagyobb városa, Maastrichttól keletre, Aachentől észak-nyugatra található.

## Történelem
Heerlen története a római korig nyúlik vissza, amikor Coriovallum néven katonai települést alapítottak itt. A város központjában található római fürdőkomplexum, a Thermenmuseum, amelyet 1940-ben tártak fel, jelentős régészeti lelet ebből az időszakból. A középkorban Heerlen a Land van Herle nevű terület központja volt, és a 19. század végéig főként agrárjellegű maradt. A 20. század elején a szénbányászat jelentős iparággá vált a térségben, ami gyors népességnövekedést eredményezett. Az 1960-as évekre azonban a bányák bezártak, és a város gazdasági szerkezetváltáson ment keresztül.

## Gazdaság és infrastruktúra
A bányászat megszűnése után Heerlen gazdasága diverzifikálódott. A városban található Európa legnagyobb bútoráruháza, valamint itt nyílt meg 2008-ban a világ első bányavíz-erőműve, amely 200 otthon és több kereskedelmi létesítmény fűtését és hűtését biztosította. Heerlen fontos közlekedési csomópont, három vasútállomása van: a Heerlen vasútállomás, a Heerlen Woonboulevard vasútállomás és a Heerlen de Kissel vasútállomás. Vasúti összeköttetéssel rendelkezik Eindhoven, Utrecht, Amszterdam, Maastricht és Aachen felé.

## Kultúra és nevezetességek
A város legismertebb építésze Frits Peutz, akinek legismertebb alkotása a Glaspaleis (Üvegpalota), amely a 20. század egyik legjelentősebb modernista épülete Hollandiában. Heerlenben található továbbá a Pancratius-templom, egy 12. századi román stílusú templom, valamint a Schelmentoren, egy középkori börtöntorony. A városban számos múzeum és kulturális intézmény működik, például a Thermenmuseum, amely a római kori leleteket mutatja be. Heerlen gazdag történelme és kulturális öröksége mellett modern létesítményeivel és intézményeivel is büszkélkedhet, fontos szerepet tölt be Limburg tartomány életében.

## Az utcai művészet fővárosa
2007 óta Heerlen Hollandia utcaművészetének, streetartjának fővárosává fejlődött, elsősorban a Street Art Heerlen és a Heerlen Murals alapítványoknak, valamint számos elkötelezett polgárnak és vállalatnak köszönhetően. Eddig mintegy 70 graffitit vagy falfestményt készítettek helyi és nemzetközi művészek, és ez a szám folyamatosan növekszik. Rendszeresen tartanak vezetett túrákat a városban gyalogosan és kerékpárral. A mára megszűnt szénbányászatot is tematizálják néhány műalkotáson. A Streetartcities digitális platform lehetővé teszi, hogy a városba látogatók, akik az utcai művészet iránt érdeklődnek, szöveges fájlok segítségével éjjel-nappal maguk találják meg a képekkel ellátott helyeket, egyben magyarázatokat olvashatnak a művészekről és az alkotásokról.

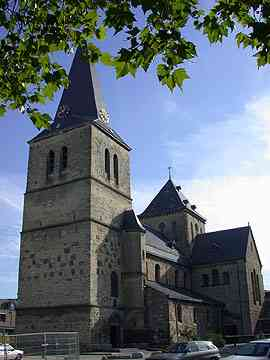
Szent Pankratius templom

## Oktatás és egészségügy
Heerlenben található a Zuyd Hogeschool, az alkalmazott tudományok egyeteme, valamint a Nyitott Egyetem (Open Universiteit), amely távoktatási programokat kínál. Az egészségügyi ellátást a Zuyderland Medisch Centrum biztosítja, amely a régió egyik legnagyobb kórháza.

## A város híres szülöttei
A város számos híres személyiség szülőhelye, többek között Jo Coenen építészé, Frans Timmermans politikusé és Simone Simonsé, az Epica együttes énekesnője, 
továbbá
- Peter Baumanns (1935–2023) filozófus, professor emeritus
- Thomas Bernhard (1931–1989) osztrák író, Heerlenben született.
- Dennis Braunsdorf (1988 –) német-holland zeneszerző és zenei technológia kutató.
- Roel Brouwers (1981 –) labdarúgó.
- Robert Crumbach (1962 –) német munkaügyi bíró és politikus.
- Carine Crutzen(wd) (1961 –) színésznő.
- Paul Damjakob (1939 –) német orgonaművész.
- Johan Michiel Dautzenberg (1808–1869), költő.
- Jef Diederen (1920–2009) festő, grafikusművész.
- Hadassah Emmerich (1974 –) festőművész.
- Maximilian von Fürstenberg bíboros (1904–1988) vatikáni diplomata és kúriai bíboros.
- Agnes Giebel(wd) (1921–2017) német szoprán énekesnő.
- Pé Hawinkels (1942–1977) költő, mesemondó.
- Robert de la Haye (1965 –) színész.
- Leo Herberghs (1924–2019) tudós, költő, újságíró.
- Remy van Heugten (1976 –) filmrendező és forgatókönyvíró.
- Theo Jung (1981 –) történész
- Xavier Maassen (1980 –) autóversenyző.
- Fernando Ricksen (1976–2019), labdarúgó.
- Jo Ritzen (1945 –) politikus, közgazdász.
- Hendrikus Smeets (1960–2023) Roermond római katolikus püspöke.
- Ildefons Vanderheyden (1926–2020) római katolikus teológus és filozófus.

## Képgaléria

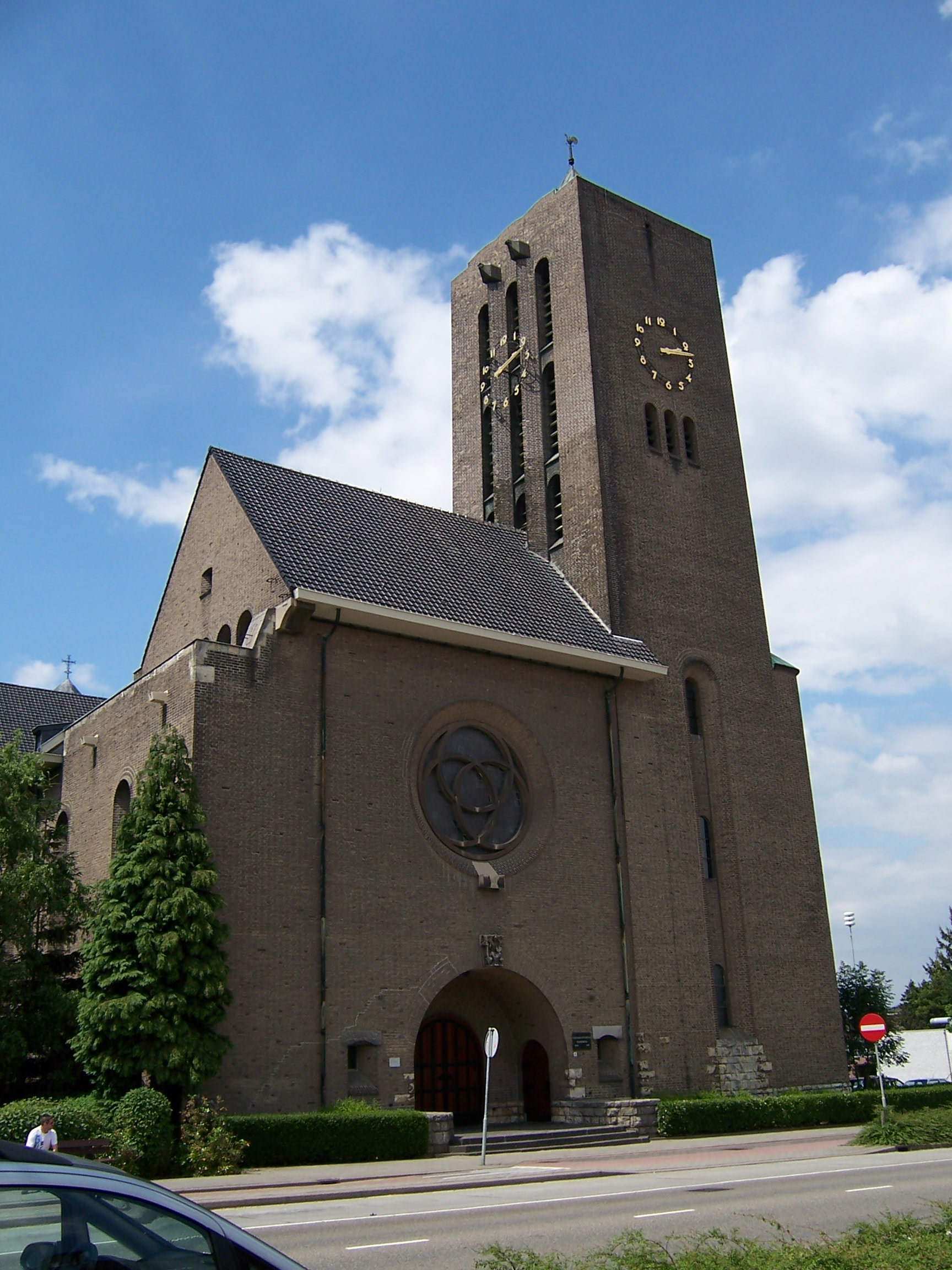
Sint-Gerardus Majellakerk, Heksenberg
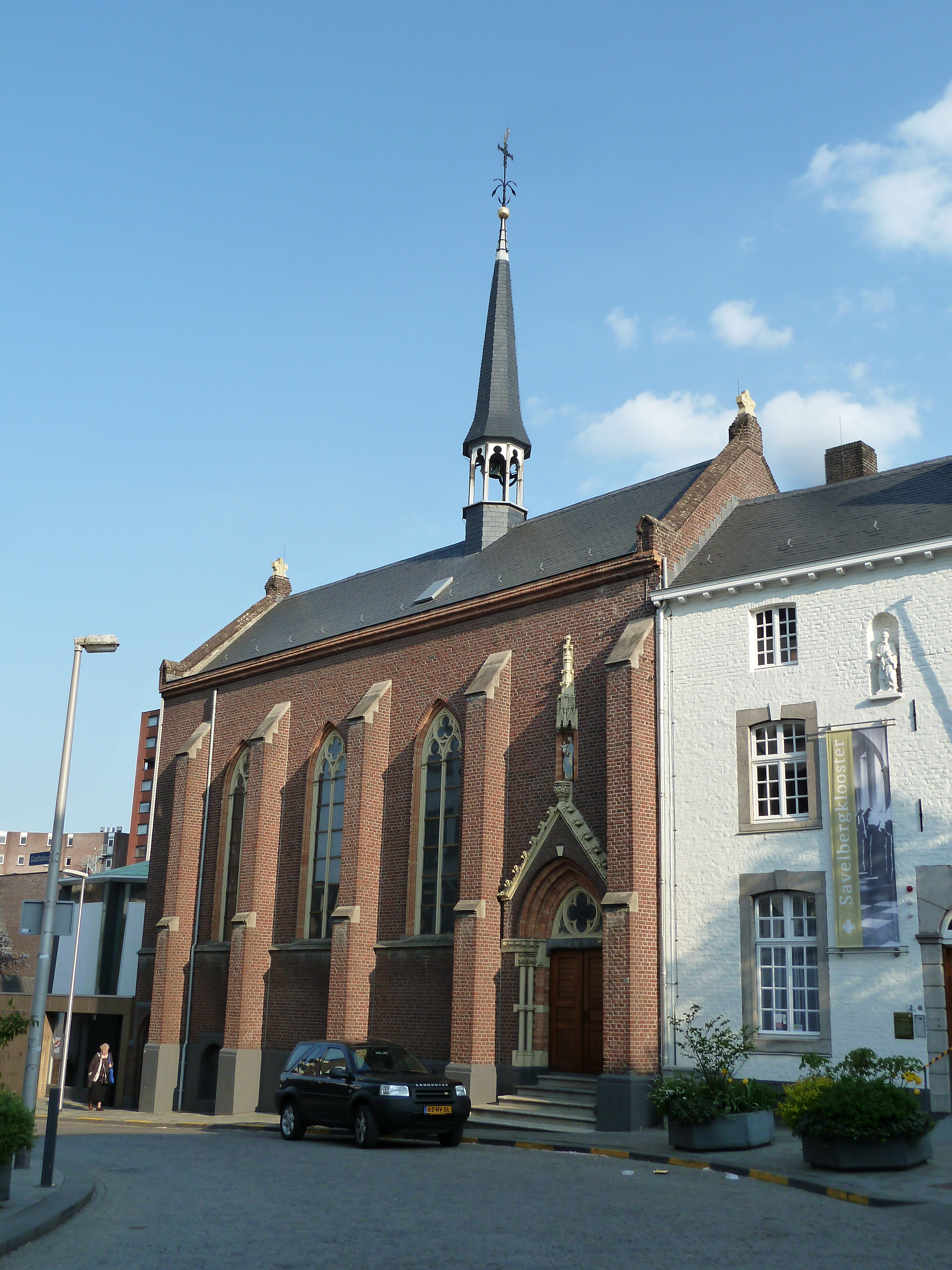
Savelsbergklooster
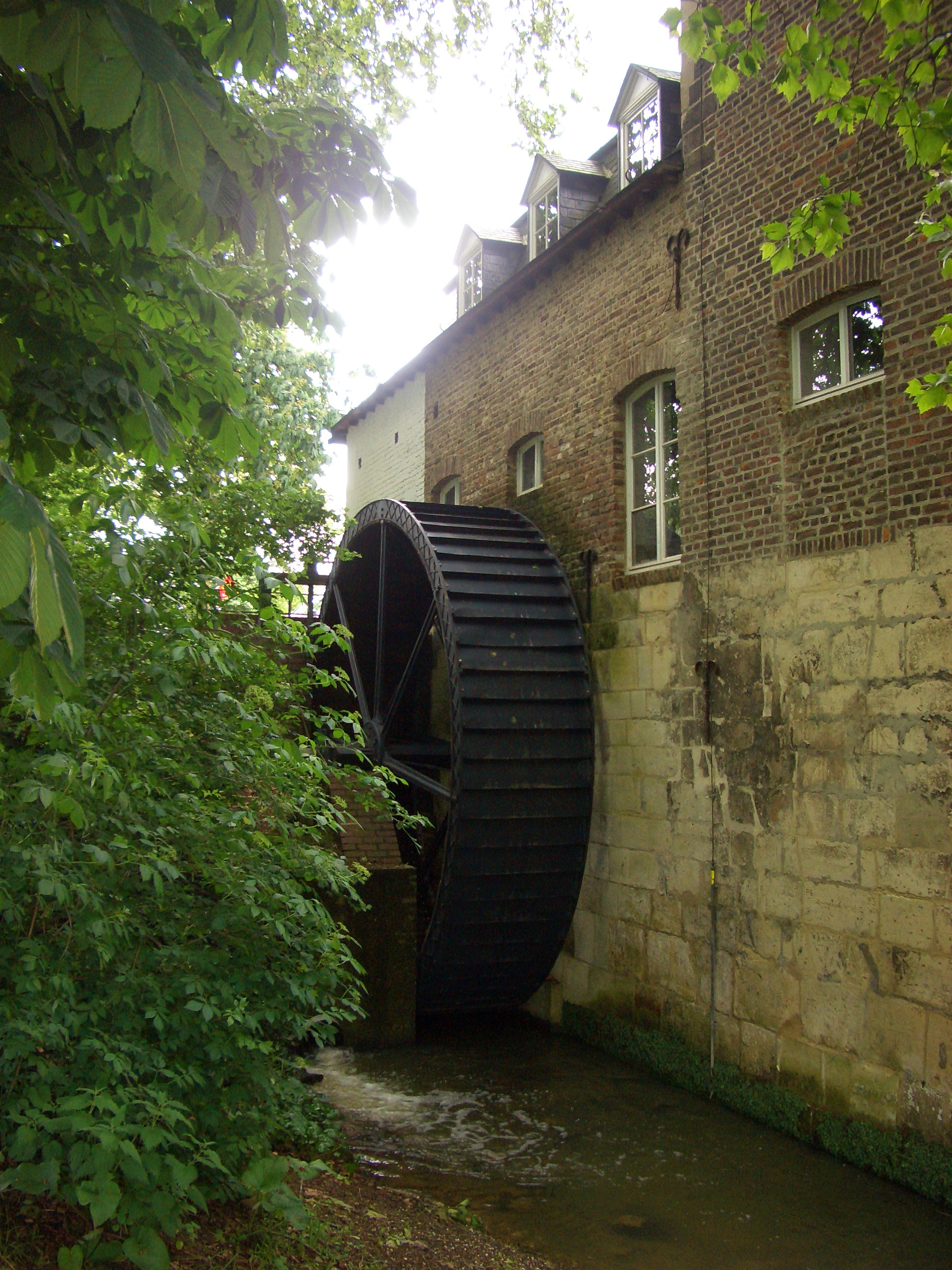
Weltermolen
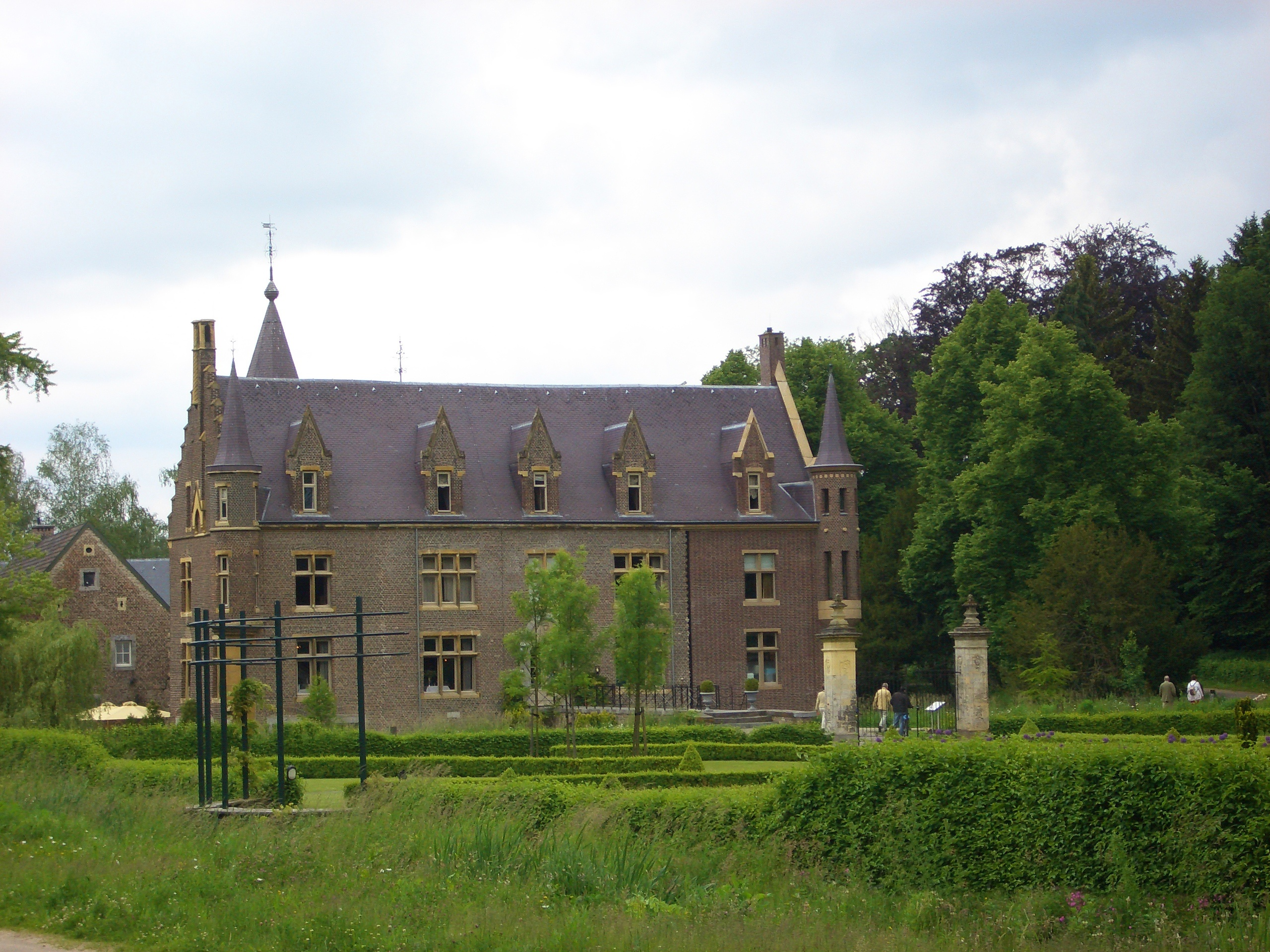
Kasteel Ter Worm
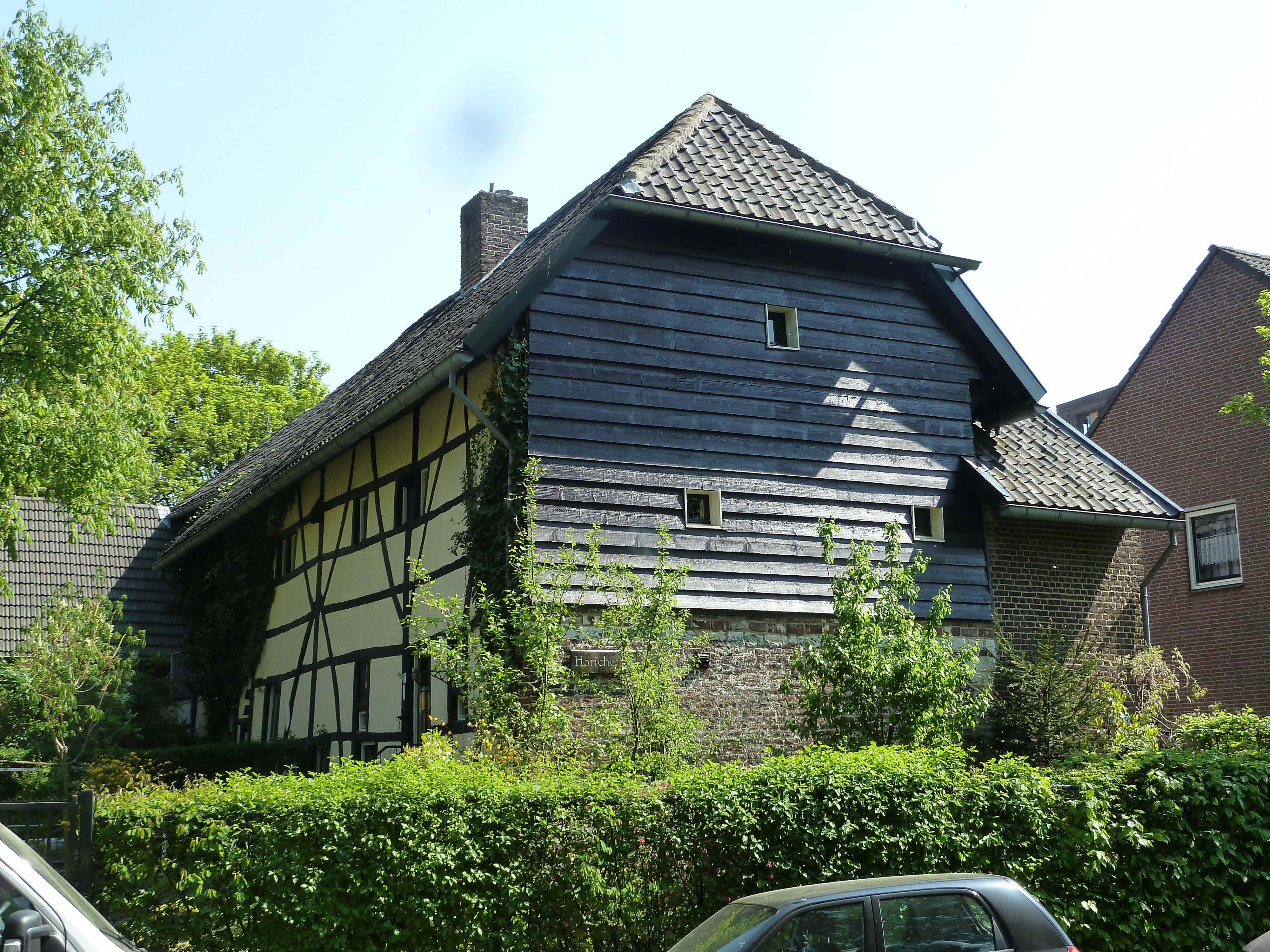
Hoeve Corisbergweg 119A
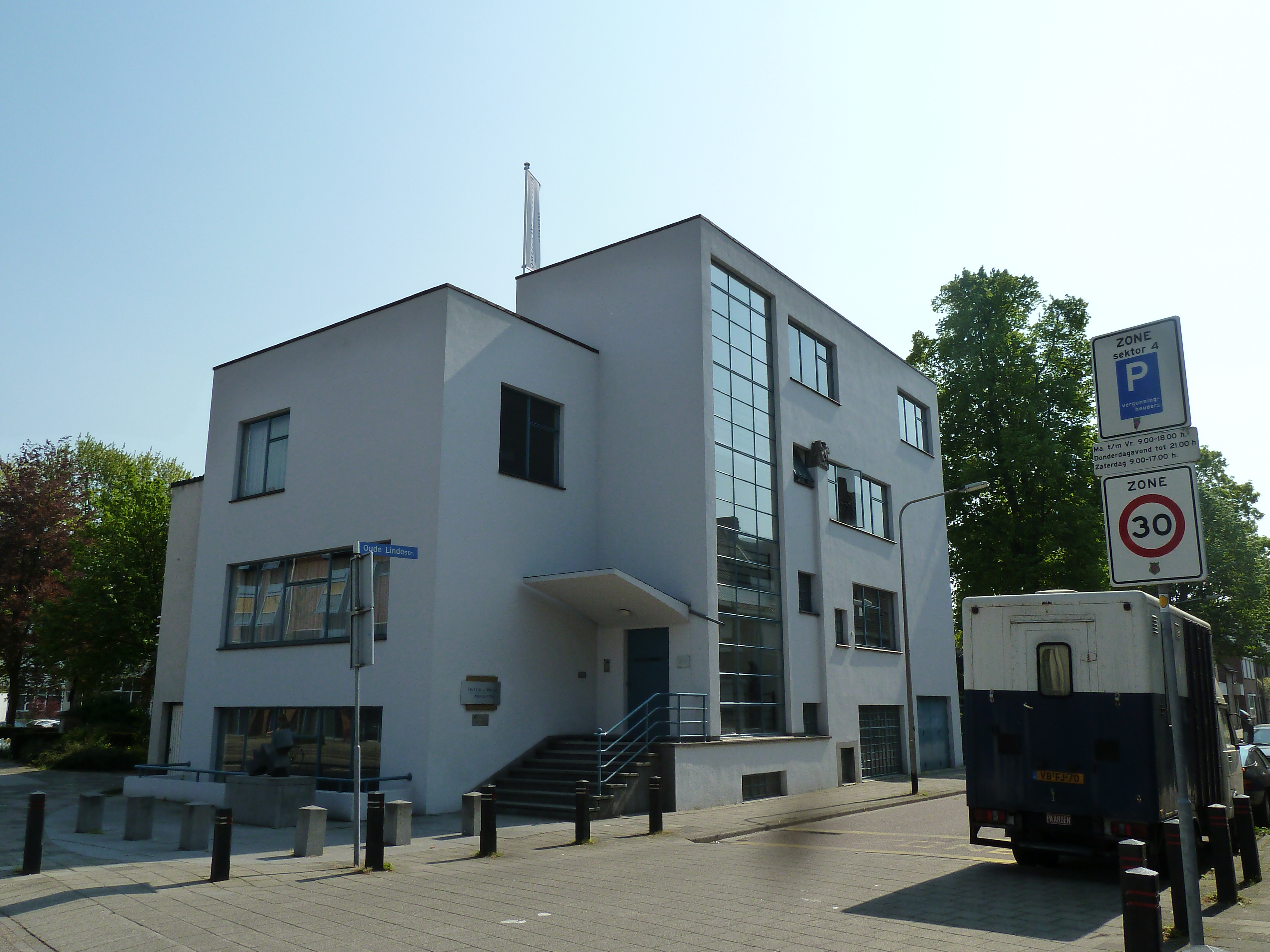
Huis op de Linde
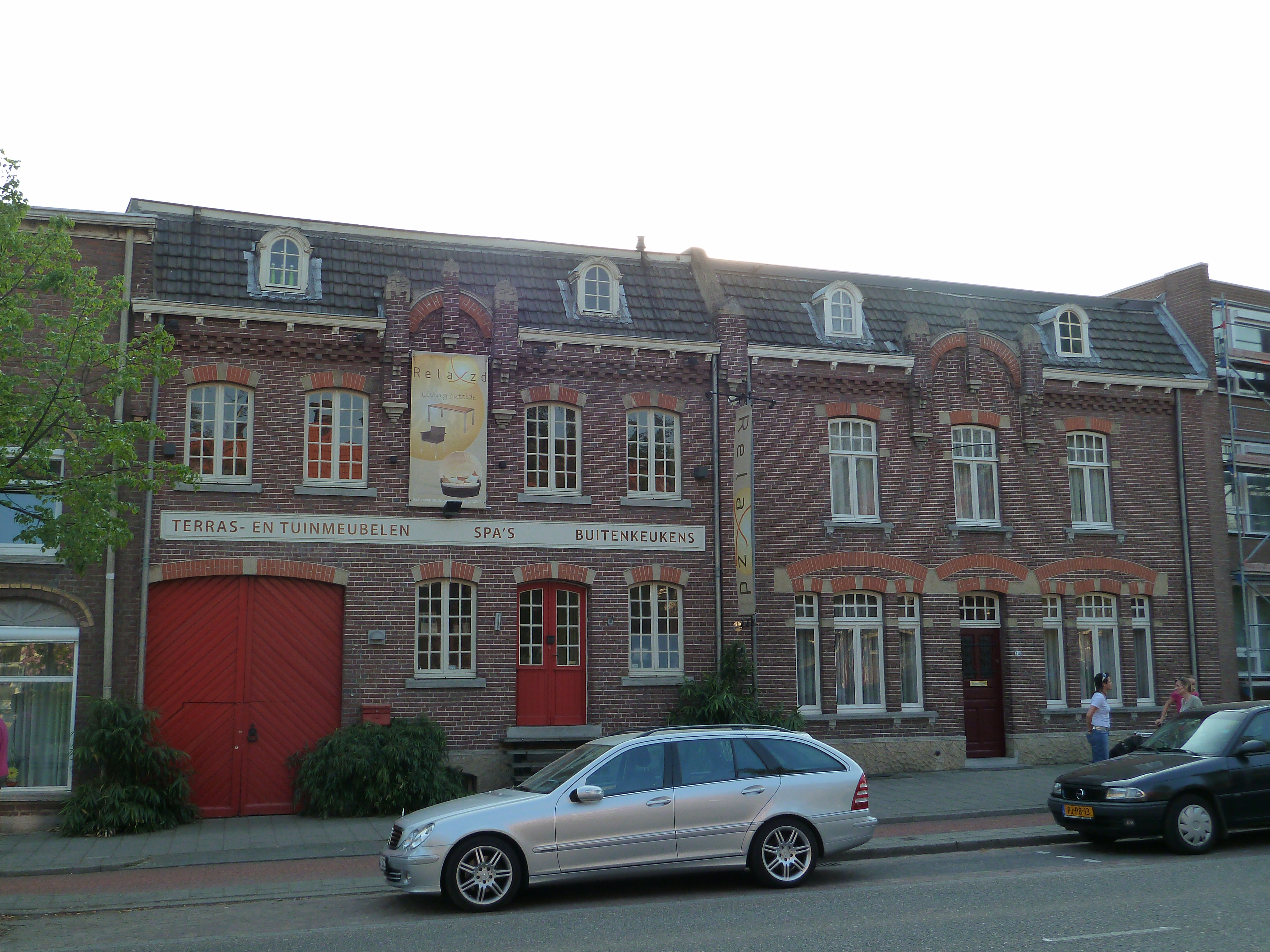
Voormalige maalderij Schijns-Hermens
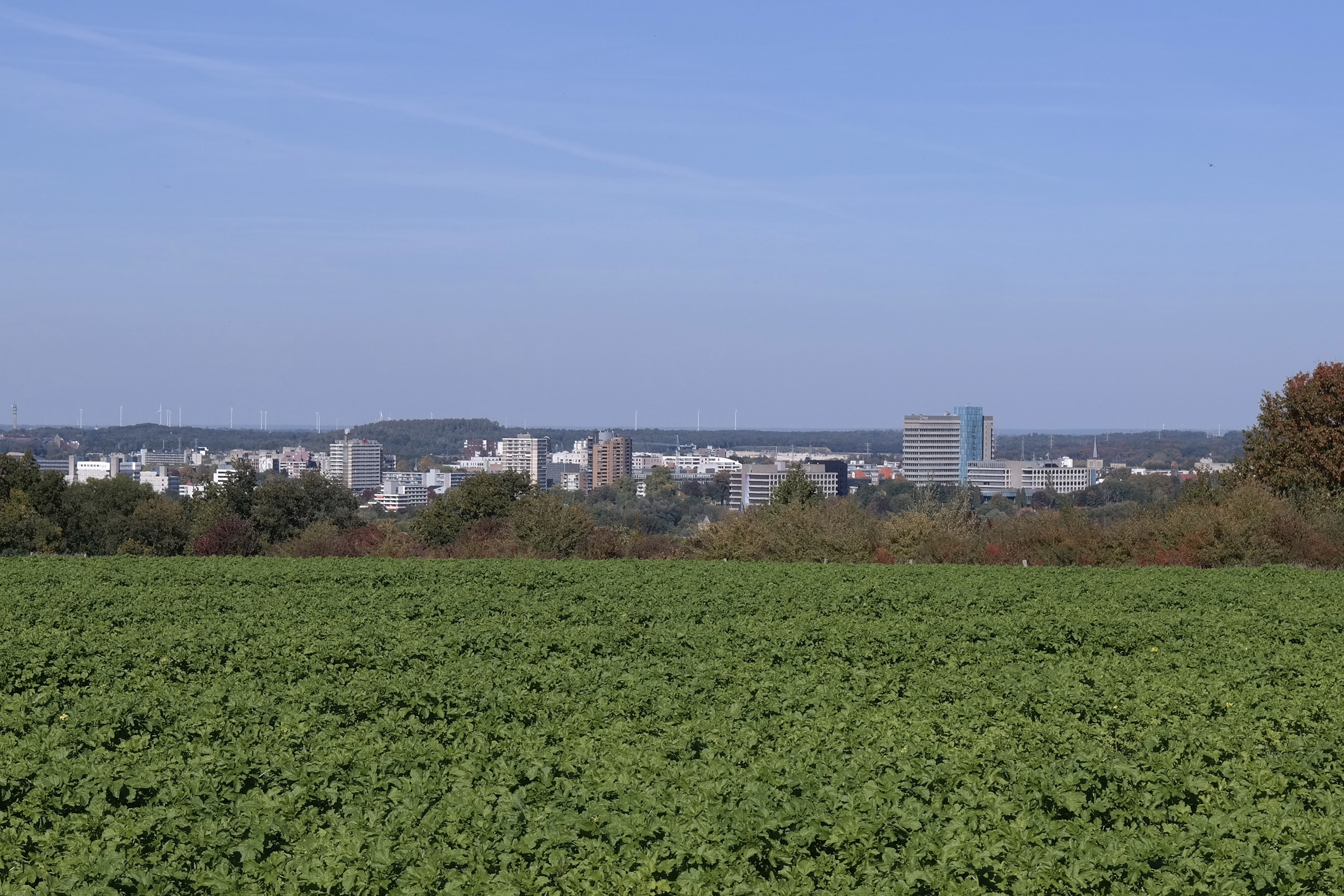
A Heerlen látképe délnyugatról az Ubachsberg fennsíkon látható